# محمد آصف صافي
محمد آصف صافي هو عسكري أفغاني، ولد في 1923 في ولاية لغمان في أفغانستان، وتوفي في 26 يوليو 2009.